# Ctenus semiornatus
Ctenus semiornatus är en spindelart som beskrevs av Cândido Firmino de Mello-Leitão 1939. 
Ctenus semiornatus ingår i släktet Ctenus och familjen Ctenidae. Inga underarter finns listade i Catalogue of Life.